# Ибим
Ибим (ивр. אִבִּים‎) — деревня на юге Израиля, расположенная в Западном Негеве, недалеко от Сдерота, находится в ведении областного совета Шаар-ха-Негев.
Согласно классификации Центрального статистического бюро Израиля студенческая деревня Ибим относится к «поселением-учреждением» (ивр. יישוב מוסדי‎), то есть обладает внешними атрибутами населённого пункта, но не имеет формального статуса населённого пункта и не входит в муниципальные границы прочих населённых пунктов.

## Этимология
Ибим — библейское имя, упомянутое в Песн. 6:11: «Я сошла в ореховый сад посмотреть на зелень долины, поглядеть, распустилась ли виноградная лоза, расцвели ли гранатовые яблоки?».

## История
Первоначально ферма, в 1953 году на этом месте был основан центр областного совета Шаар-ха-Негев. В 1992 году был основан студенческий поселок с таким же названием, чтобы обеспечить жильём репатриантов из Эфиопии и бывшего Советского Союза, которые учились в соседнем академическом колледже Сапир.

## Население
По данным Центрального статистического бюро Израиля, население на начало 2020 года составляло 458 человек.